# اریش براندنبرگر
آدولف روبرت اریش براندنبرگر (به آلمانی: Erich Brandenberger) (۱۵ ژوئیه ۱۸۹۲ – ۲۱ ژوئن ۱۹۵۵) نظامی بلندپایه آلمانی در دوره رایش سوم بود.

## زندگی‌نامه
اریش براندنبرگر روز ۱۵ ژوئیه سال ۱۸۹۲ در آوگسبورگ زاده شد. سال ۱۹۱۱ به نیروی زمینی امپراتوری آلمان پیوست و در جنگ جهانی اول خدمت کرد. سال ۱۹۴۱ در آغاز عملیات بارباروسا، تهاجم به شوروی، فرمانده لشکر هشتم زرهی بود. در ادامه سپاه‌های ۱۷ و ۲۹ را در جبهه شرقی فرماندهی کرد. ماه اوت سال ۱۹۴۴ فرماندهی ارتش هفتم را در جبهه غربی بر عهده گرفت. در جریان نبرد آردن در ماه دسامبر سال ۱۹۴۴ ارتش او موظف به محافظت از جناح جنوبی تهاجم ارتش‌های پنجم و ششم زرهی بود. در ابتدا موفقت‌هایی کسب کرد اما در نهایت با ضد حملات آمریکایی‌ها وادار به عقب‌نشینی شد. در جریان پیش روی نیروهای متفقین به سمت شرق در سال ۱۹۴۵، اقدامات دفاعی و تاخیرآفرین ماهرانه‌ای به اجرا گذاشت. به هر صورت روز ۲۰ فوریه توسط فیلدمارشال والتر مدل از مقامش برکنار شد. روز ۲۵ مارس فرماندهی ارتش نوزدهم را در دست گرفت و در ناحیه شوارتس‌والت در مقابل نیروهای فرانسوی ایستاد. ارتش او روز ۵ مه سال ۱۹۴۵ در نزدیکی اینسبروک در اتریش تسلیم دشمن شد. اریش براندنبرگر در نهایت روز ۲۱ ژوئن سال ۱۹۵۵ در بُن درگذشت.